# Illusions of a night
Illusions of a night is het debuutalbum van de Nederlandse band Taurus.

## Inleiding
Het Haarlemse Taurus probeerde mee te bewegen met de progressieve rock in de jaren zeventig met voorbeelden Kayak, Focus, Genesis en Yes. De voorbereidingen voor het eerste album namen echter (te) lange tijd in beslag, want de progressieve rock werd in die jaren sterk beïnvloed door de opkomende punk en new wave. Lange soli werden uit den boze en ook de verspringende ritmes werden binnen het genre beperkt. Zo constateerde ook Pim Koopman, toen hij de band ging beluisteren voor een platenlabel. 
Het album werd voorafgegaan door de single Meadow, die nog op Mercury Records werd uitgebracht. Door de eisen van Phonogram bij een nieuwe single liet de band die aanbieding liggen, het stapte even over naar CBS, maar ook daar kwam het niet van de grond. 
Muziekproducent Bas Mul durfde het wel aan, maar gaf wel aan dat de ingestudeerde nummers ingekort moesten worden. Dit bracht meteen een personeelswisseling tot stand, origineel lid Piet Traanberg (basgitaar) hield er spontaan mee op, drummer Dennis Plantenga verpestte de opnamen en werd ontslagen. Scheffer en Spierenburg doken met twee nieuwe musici de Fendall Studio in Loenen aan de Vecht in, geluidstechnicus daarbij was Jan Audier. 
Opvallendste kenmerken werden het gebruik van de mellotron en hammondorgel. IO Pages constateerde in 2020 een gelijkenis met het album A Trick of the Tail (oude stempel) van Genesis, maar de band was in diezelfde periode opgeschoven naar Duke en Abacab (met vernieuwingen). 
Het album werd gestoken in een hoesontwerp van Gerda Spierenburg en Harry van Zijl.

## Musici
- Martin Scheffer – zang, gitaren
- Rob Spierenburg – toetsinstrumenten, achtergrondzang op Same old story
- Rex Stilp – drumstel, percussie
- Jos Schild – basgitaar en Moog baspedalen

## Muziek
| Nr. | Titel                                    | Duur |
| --- | ---------------------------------------- | ---- |
| 1.  | Back on the street (Taurus)              | 3:46 |
| 2.  | The gurus (Taurus, P. Hayman)            | 4:10 |
| 3.  | Mountaineer (Taurus, Plantenga)          | 4:34 |
| 4.  | Farmers battle (Taurus, Plantenga)       | 2:31 |
| 5.  | Illusions of a night (Taurus, Plantenga) | 4:20 |
| 6.  | Kaboom (Taurus, Plantenga)               | 6:03 |
| 7.  | My will (Taurus, Plantenga)              | 5:57 |
| 8.  | Barbara (Scheffer)                       | 1:22 |
| 9.  | Nickname (Taurus, Plantenga)             | 3:26 |
| 10. | Same old story (Taurus)                  | 6:06 |
| 11. | Sutton (Spierenburg)                     | 1:20 |

Barbara is opgedragen aan de dochter van de geluidstechnicus.

## Nasleep
De band kreeg via de vele optreden toch een vaste schare fans, die van de “oude progressieve rock” hielden. Het album werd behoorlijk gepromoot door Wim van Putten in zijn LP-show op donderdagavond. Het album bereikte zelfs Japan, daar kwam de eerste cd-persing vandaan in 1989 in een beperkte oplage bij Belle Antique & Marquee Japan, een platenlabel gespecialiseerd in deze rock. Die persing lokte weer belangstelling uit naar ouder werk, hetgeen resulteerde in Works 1976-1981, waarop ook Meadow. Een notering in de Nederlandse albumlijst zat er niet in.